# Румой (Хоккайдо)
43°56′28″ пн. ш. 141°38′13″ сх. д. / 43.94111° пн. ш. 141.63694° сх. д.
Румо́й (яп. 留萌市, るもいし, МФА: [ɾumoi̯ ɕi̥]) — місто в Японії, в окрузі Румой префектури Хоккайдо.

## Короткі відомості
Розташоване в півінчно-західній частині префектури, на березі Японського моря. Центр округу. Виник на базі містечка, що займалося виловом риби, видобуванням вугілля та деревини. Центр рибальства, харчової промисловості та переробки морепродуктів. Станом на 1 жовтня 2008 року площа міста становила 297,44 км². Станом на 31 березня 2017 населення міста становило 21 862 осіб.

## Клімат
Місто знаходиться у зоні, котра характеризується вологим континентальним кліматом з теплим літом. Найтепліший місяць — серпень із середньою температурою 20.6 °C (69 °F). Найхолодніший місяць — січень, із середньою температурою -5 °С (23 °F).
| Клімат Румоя            | Клімат Румоя | Клімат Румоя | Клімат Румоя | Клімат Румоя | Клімат Румоя | Клімат Румоя | Клімат Румоя | Клімат Румоя | Клімат Румоя | Клімат Румоя | Клімат Румоя | Клімат Румоя | Клімат Румоя |
| Показник                | Січ.         | Лют.         | Бер.         | Квіт.        | Трав.        | Черв.        | Лип.         | Серп.        | Вер.         | Жовт.        | Лист.        | Груд.        | Рік          |
| Середній максимум, °C   | −2           | −1           | 2            | 9            | 14           | 18           | 22           | 24           | 20           | 14           | 7            | 1            | 10           |
| Середня температура, °C | −5           | −5           | −1           | 5            | 10           | 14           | 19           | 21           | 16           | 10           | 3            | −1           | 7            |
| Середній мінімум, °C    | −8           | −8           | −4           | 1            | 6            | 11           | 16           | 17           | 12           | 6            | 0            | −4           | 3            |
| Норма опадів, мм        | 125          | 87           | 70           | 80           | 76           | 91           | 126          | 132          | 145          | 144          | 142          | 143          | 1362         |
| ----------------------- | ------------ | ------------ | ------------ | ------------ | ------------ | ------------ | ------------ | ------------ | ------------ | ------------ | ------------ | ------------ | ------------ |
| Джерело: Weatherbase    |              |              |              |              |              |              |              |              |              |              |              |              |              |